# Petar Zrinski

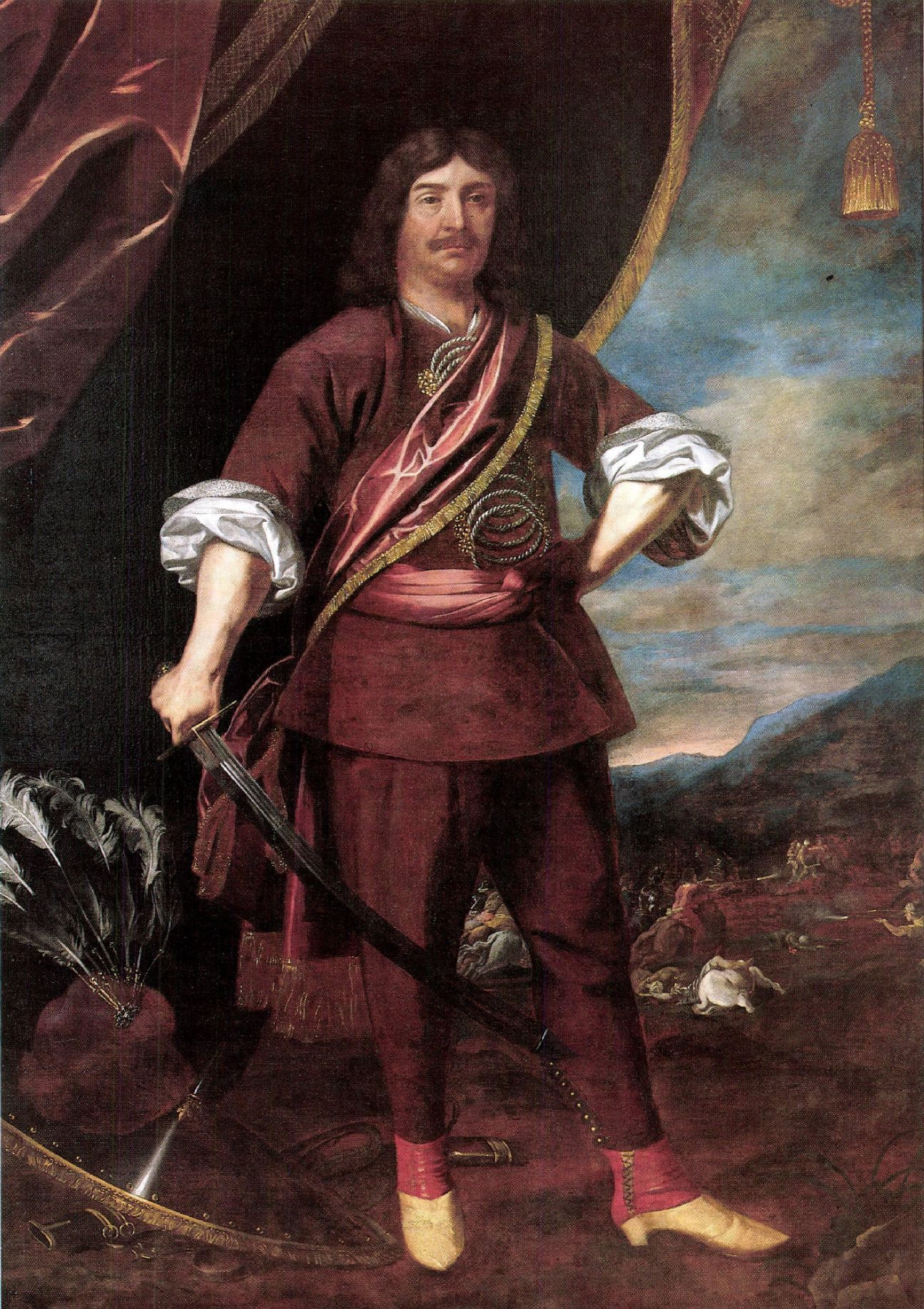
Petar Zrinski

Peter IV. Šubić von Zrin, kurz Peter IV. Zrinski (lateinisch Petrus Serini, kroatisch Petar IV. Zrinski, ungarisch Zrínyi IV. Péter; * 6. Juni 1621 in Vrbovec; † 30. April 1671 in Wiener Neustadt) war ein Staatsmann, Feldherr und Schriftsteller aus dem kroatisch-ungarischen Adelsgeschlecht Zrinski. Er war von 1665 bis 1671 Ban von Kroatien. Er wurde wegen seiner Beteiligung an der Magnatenverschwörung durch Enthaupten hingerichtet. Zrinski gilt gemeinsam mit Fran Krsto Frankopan in Kroatien und Ungarn als Nationalheld, da beide gegen die Herrschaft der Osmanen sowie der Habsburgermonarchie gekämpft haben.

## Leben

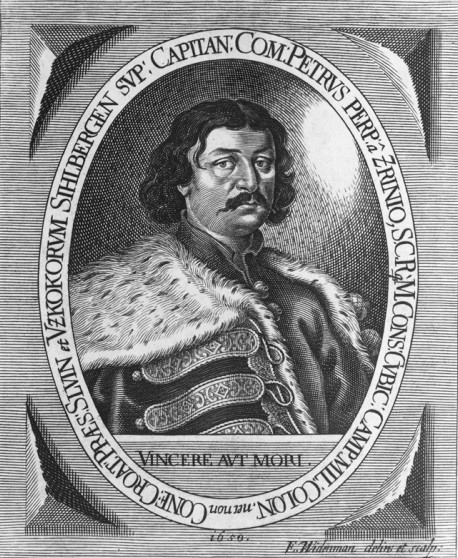
Petar Zrinski im Jahr 1650

### Herkunft
Zrinski war der Sohn von Juraj Zrinski und dessen Ehefrau Gräfin Magdalena Széchy. Er stammte aus einem Zweig des Adelsgeschlechts der Šubić, die sich seit 1347 nach der Burg Zrin als Fürsten von Zrin bezeichneten. 1554 wurde die Familie in den Grafenstand erhoben.

### Türkenkriege

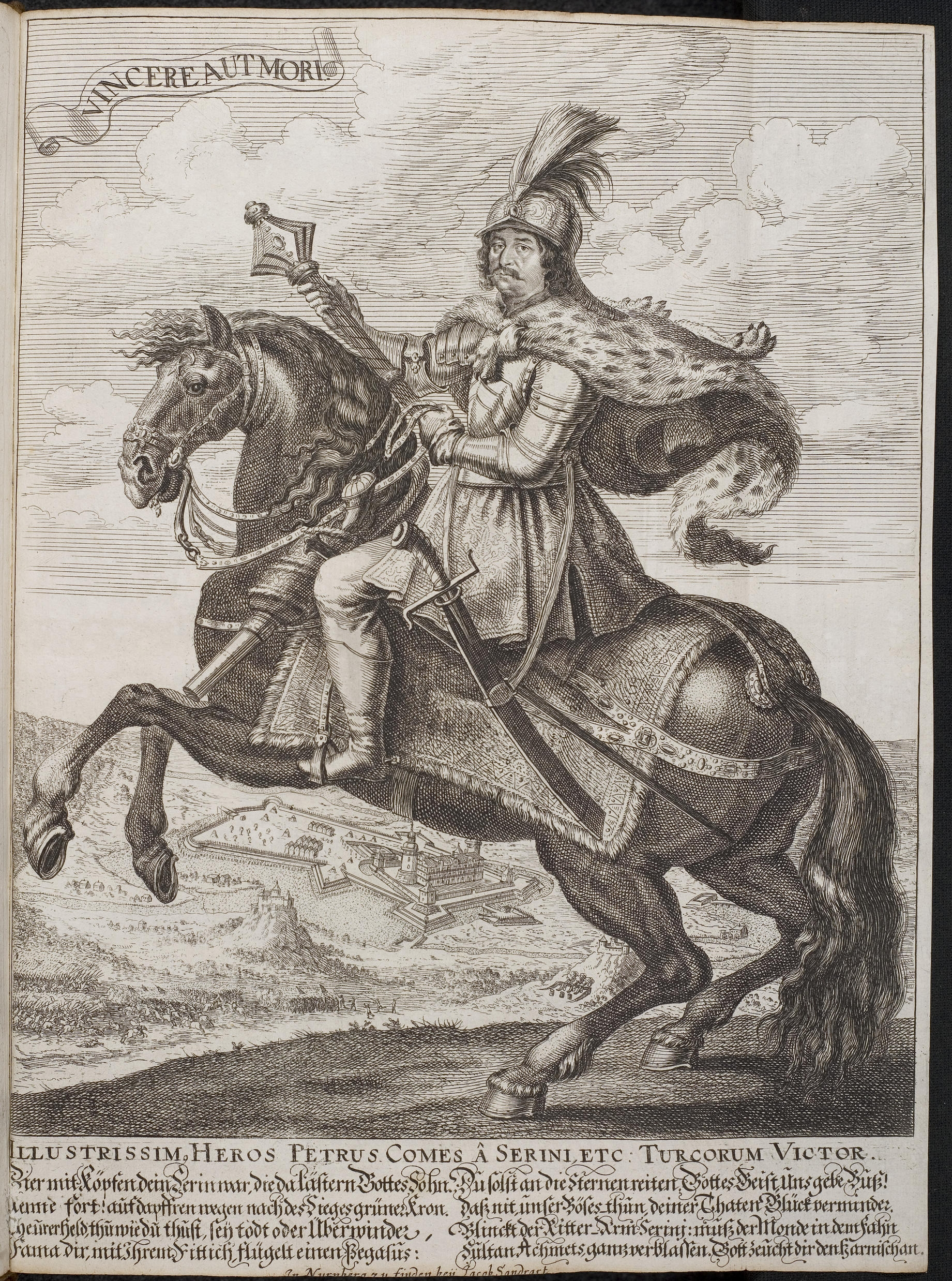
Petar Zrinski als siegreicher Feldherr gegen die Türken bei der Belagerung von Neu-Zrin (1664)

Petar zeichnete sich, zusammen mit seinem Bruder Nikolaus Zrinski im Türkenkrieg 1663/1664 aus. Sowohl die ungarischen Truppen als auch die Reichsarmee konnten Siege über die Osmanen erringen, die aber nicht genutzt wurden.
Daneben begleitete Zrinski zusammen mit Frankopan den sächsischen Kurfürsten Johann Georg II. 1664 zum Reichstag in Regensburg. Beide saßen mit dem Kurfürsten in dessen sechsspänniger Kutsche, als dieser eskortiert von seiner Leibkompanie Kroaten zu Ross einzog.
Der von Kaiser Leopold I. 1664 geschlossene Frieden von Eisenburg/Vasvár, bei dem die Osmanen besetzte Gebiete in Ungarn zurückerhielten, löste im ungarischen und kroatischen Adel große Unzufriedenheit aus, deren tiefere Ursache aber in der absolutistischen Politik des Kaisers lagen, der die Rechte des Adels der Stephanskrone beschneiden wollte.

### Verschwörung und Hinrichtung

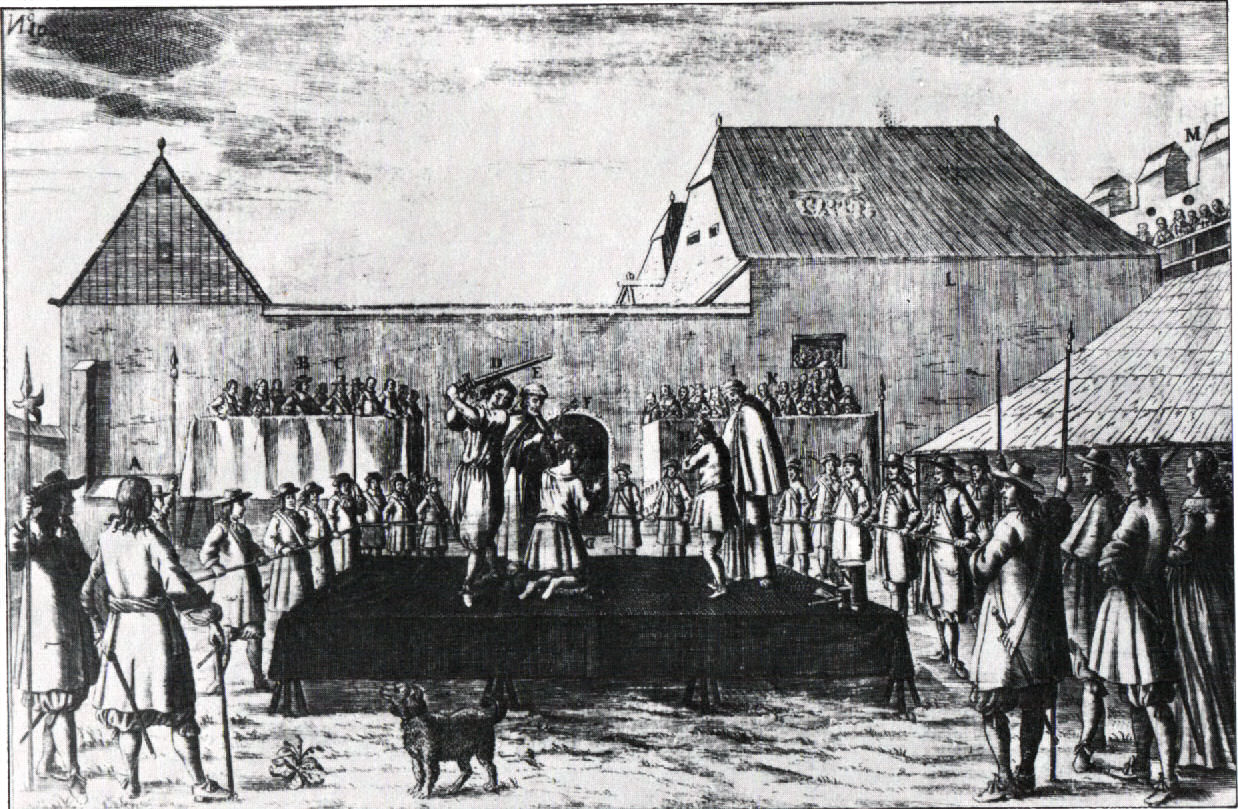
Hinrichtung von Zrinski und Frankopan auf dem Hauptplatz in Wiener Neustadt

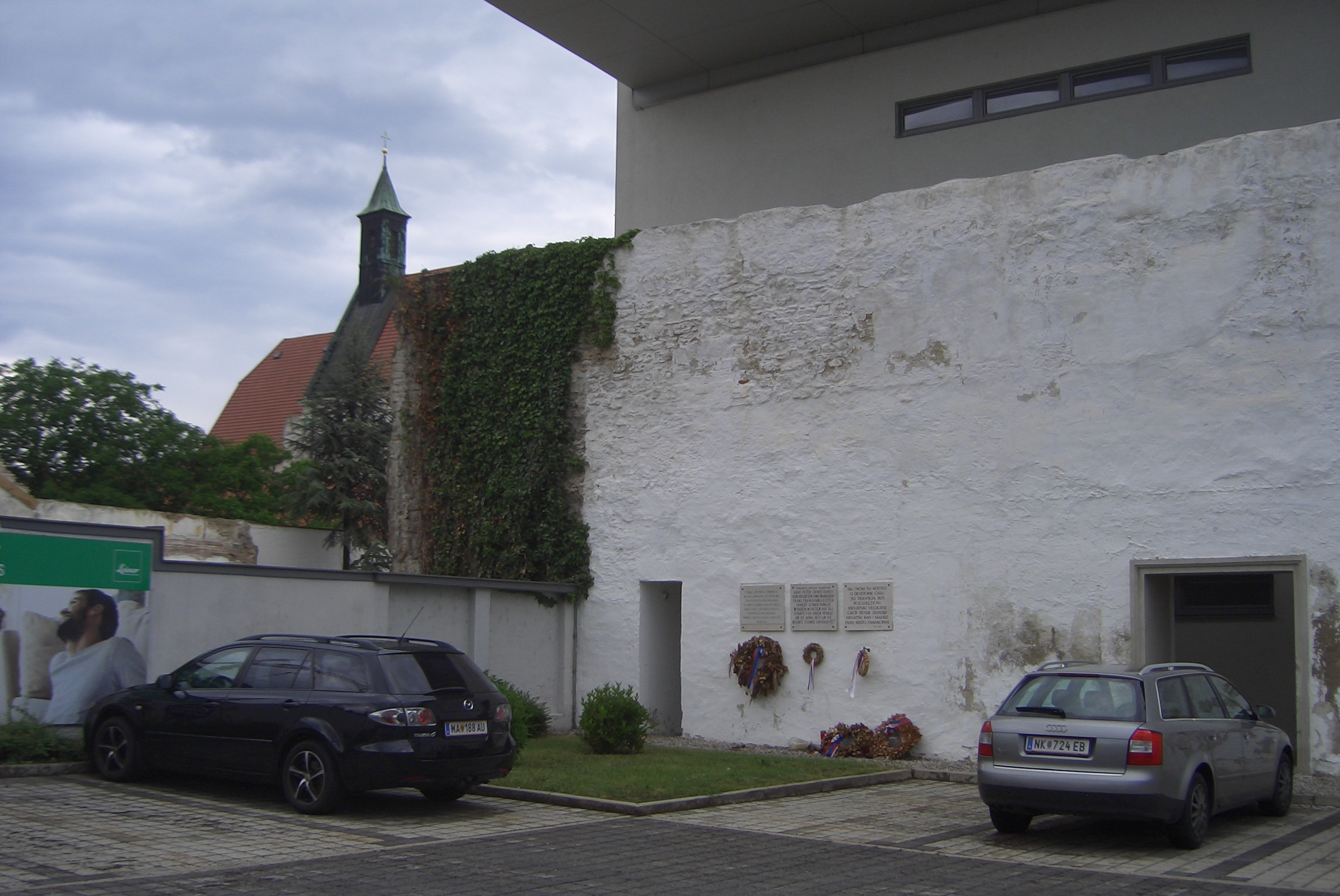
Gedenktafel auf der ehemaligen Hinrichtungsstätte, bei der südlichen Stadtmauer von Wr. Neustadt

Dies bildete den Nährboden für die Zrinski-Frankopan-Verschwörung gegen den Kaiser, an der sich auch Petar Zrinski beteiligte. Ziel war die Unabhängigkeit Kroatiens von den Habsburgern. Zrinski suchte zur Unterstützung ausländische Monarchen für sein Vorhaben, insbesondere von Frankreich als Hauptgegner Habsburgs erhoffte er sich Unterstützung.
Die Verschwörung wurde aufgedeckt und Zrinski wurde unter einem Vorwand nach Wien gelockt, wo man ihn gefangen nahm und zum Tode verurteilte. Er wurde am 30. April 1671 gemeinsam mit dem Mitverschwörer Fran Krsto Frankopan in Wiener Neustadt enthauptet, Franz III. Nádasdy wurde am selben Tag in Wien hingerichtet.

## Ehe und Nachkommen
Zrinski heiratete am 27. Oktober 1641 im Alter von 20 Jahren die sechzehnjährige Ana Katarina Frankopan; sie lebten vorwiegend im Schloss Ozalj (Nordwestkroatien). Aus der Ehe gingen der Sohn Ivan Antun und die drei Töchter Jelena, Judita Petronila und Aurora Veronika hervor.

## Ehrungen

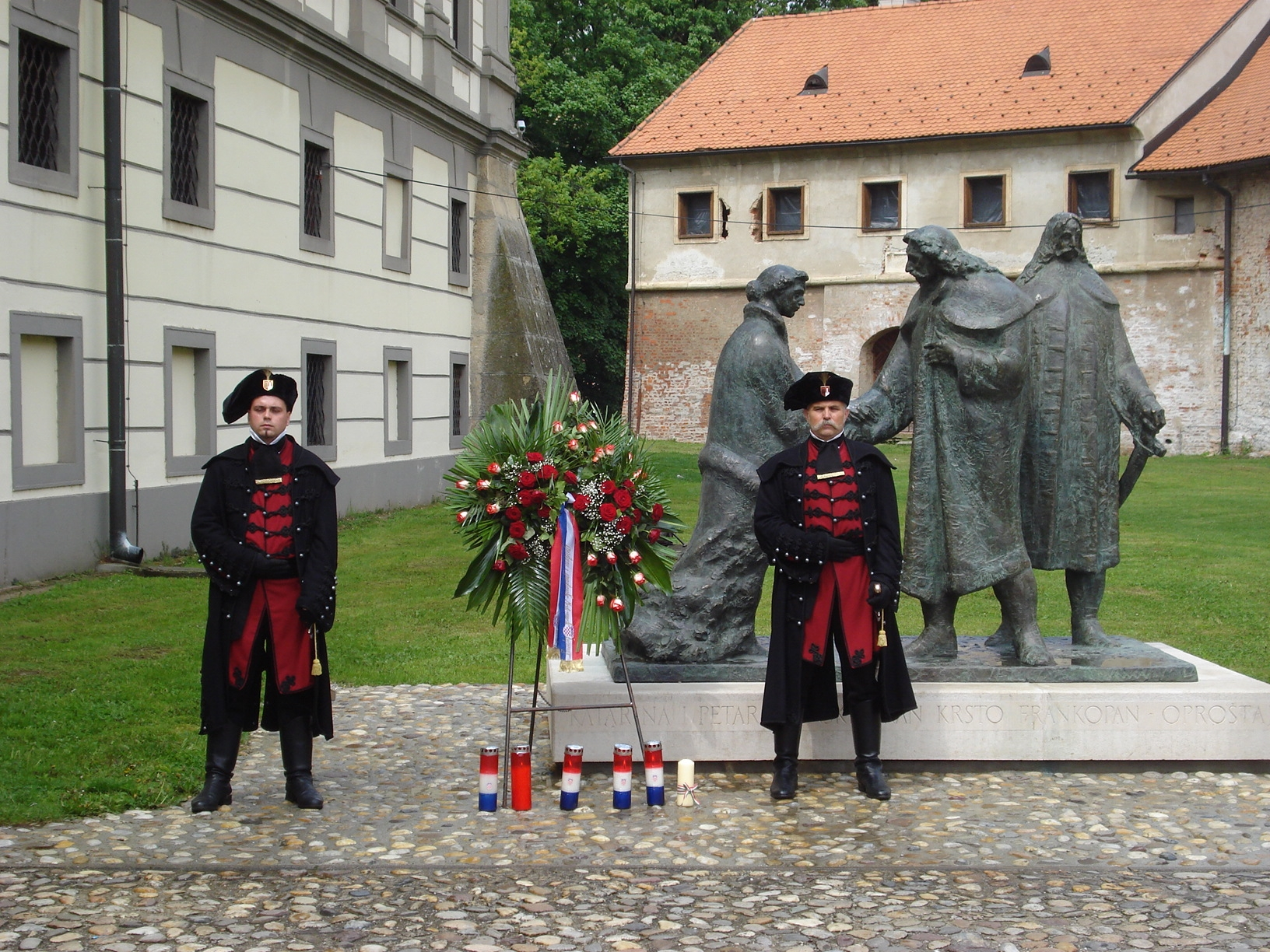
Die historisierende Zrinska Garda am Denkmal für Frankopan und Zrinski in Čakovec (30. April 2011)

Der 30. April eines Jahres ist als „Tag der Hinrichtung von Petar Zrinski und Fran Krsto Frankopan“ (Dan pogibije Petra Zrinskog i Frana Krste Frankopana) ein nationaler Gedenktag in der Republik Kroatien.
Zrinski war zusammen mit Fran Krsto Frankopan auf der kroatischen 5-Kuna-Banknote abgebildet (2008 aus dem Umlauf genommen).
Die Republik Kroatien verleiht den 1995 gestifteten Orden des Petar Zrinski und des Fran Krsto Frankopan (Red Petra Zrinskog i Frana Krste Frankopana).
Die Militärschule der Republik Kroatien in Zagreb trägt seinen Namen (Hrvatsko vojno učilište „Petar Zrinski“).